# Chaetophthalmus brevigaster
Chaetophthalmus brevigaster là một loài ruồi trong họ Tachinidae.